# Virolahti
Virolahti es el municipio más al sudeste de Finlandia en la frontera con Rusia. Se encuentra en la región de Kymenlaakso. El municipio tiene una población de 3.104 habitantes (31 de julio de 2020)[2] y cubre una superficie de 558,92 kilómetros cuadrados (215,80 millas cuadradas), de los cuales 186,97 km² (72,19 millas cuadradas) son de agua[1] La densidad de población es de 8,35 habitantes por kilómetro cuadrado (21,6/millas cuadradas).
El municipio es unilateralmente finlandés.
Antes de la Primera Guerra Mundial, el emperador ruso Nicolás II solía pasar los veranos con su familia en el archipiélago de Virolahti con su yate Standart, siendo Finlandia una provincia autónoma dentro del Imperio Ruso entre 1809 y 1917.
El paso fronterizo de Vaalimaa, que conecta el municipio con Rusia, está situado en Virolahti.
Virolahti perdió parte de su superficie (más de 100 km²) que pasó a la Unión Soviética en los Tratados de Paz de París, en 1947, después de la Segunda Guerra Mundial. 
- Municipios Vecinos: Hamina y Miehikkälä.

## Museo del Búnker de Virolahti
El Museo del Búnker de Virolahti es una atracción destacada que forma parte del sistema defensivo conocido como la Línea Salpa, construido durante la Segunda Guerra Mundial. El museo incluye exposiciones interiores y exteriores sobre fortificaciones históricas y es un punto clave para los visitantes interesados en la historia militar finlandesa. 